# U-280
U-280 je bila nemška vojaška podmornica Kriegsmarine, ki je bila dejavna med drugo svetovno vojno.

## Zgodovina
Podmornica je bila najprej del šolske 8. flotilje, 1. avgusta 1943 pa je postala del 3. podmorniške flotilje katera je bila bojna enota.
12. oktobra 1943 je iz Kiela odplula na svojo prvo bojno nalogo. 16. novembra je jugozahodno od Islandije podmornico napadel britanski bombnik B–24 Liberator in jo potopil z globinskimi bombami.
Umrlo je vseh 49 podmorničarjev.

## Poveljniki
| Poveljniki |             |                      |                                      |
| Št.        | Čin         | Ime                  | Poveljstvo                           |
| 1.         | Nadporočnik | Walter Hungershausen | 13. februar 1943 - 16. november 1943 |

## Tehnični podatki
| Kategorije                                    | Podatki                       |
| --------------------------------------------- | ----------------------------- |
| Teža (t): na površju pod površjem polna Teža  | 769 871 1.070                 |
| Dolžina (m) - tlačni trup (m)                 | 67,10 - 50,50                 |
| Širina (m) - tlačni trup (m)                  | 6,20 - 4,70                   |
| Izpodriv (m)                                  | 4,74                          |
| Višina (m)                                    | 9,6                           |
| Moč (hp): na površju pod podvršjem            | 3.200 750                     |
| Hitrost (vozlov): na površju pod podvršjem    | 17,7 7,6                      |
| Doseg (milja/vozel): na površju pod podvršjem | 8.500/10 80/4                 |
| Torpeda/Torpedne cevi                         | 14/5 (4 na premcu, 1 na krmi) |
| Krovni top (mm)                               | 88                            |
| Mine                                          | 26 TMA                        |
| Posadka                                       | 44-52                         |
| Maksimalni potop (m)                          | 220                           |